# Лучењец
Лучењец (слч. Lučenec, мађ. Losonc) град је у Словачкој, који се налази у оквиру Банскобистричког краја.

## Географија
Лучењец су смештен у јужном делу државе, близу границе са Мађарском. Престоница државе, Братислава, налази се 240 км западно од града.
Рељеф: Лучењец се развио у Јужнословачкој котлини, која се простире између мађарске границе на југу и планине Словачко рудогорје на северу. Град се сместио у долини реке на 200 m надморске висине.
Клима: Клима у Лучењецу је умерено континентална.
Воде: Лучењец се налази на пар потока, који се низводно од града уливају у реку Ипељ.

## Историја
Људска насеља на овом простору датирају још из праисторије. Насеље под данашњим именом први пут се спомиње у 1128, а околина је била насељена Словацима и Мађарима. Током следећих векова град је био у саставу Угарске као обласно трговиште. У 16. и 17. веку Лучењец се нашао на граници Угарске и Османског царства, која је била пуна сукоба.
Крајем 1918. Лучењец је постао део новоосноване Чехословачке. У периоду од 1938. до 1944. град је био враћен Хортијевој Мађарској, али је поново враћен Чехословачкој после рата. У време комунизма град је нагло индустријализован, па је дошло до наглог повећања становништва. После осамостаљења Словачке град је постао њено значајно средиште, али је дошло и до проблема везаних за преструктурирање привреде.

## Становништво
| Година:    | 1994.  | 2004.   | 2014.   | 2024.    |
| ---------- | ------ | ------- | ------- | -------- |
| Број људи: | 29 023 | 28 039  | 28 204  | 24 661   |
| Разлика:   |        | -3,39 % | +0,58 % | -12,56 % |

| Година:    | 2023.  | 2024.   |
| ---------- | ------ | ------- |
| Број људи: | 25 018 | 24 661  |
| Разлика:   |        | -1,42 % |

Данас Лучењец има око 28.000 становника и последњих година број становника стагнира.
Етнички састав: По попису из 2001. састав је следећи:
- Словаци - 81,6%,
- Мађари - 13,1%%,
- Роми - 2,3%%,
- Чеси - 0,6%,
- остали.

Верски састав: По попису из 2001. састав је следећи:
- римокатолици - 56,6%,
- атеисти - 21,1%%,
- лутерани - 14,8%,
- остали.

## Познати рођени у Лучењецу
- Хенрик-Хаим Фингерхут (1910—1941), први спикер Радио-Београда

## Партнерски градови
- Папа
- Богородицк
- Лоуни

## Галерија
- Лутеранска црква
- Римокатоличка црква
- Синагога
- Хотел Редута
- Бивша градска кућа
- Градски парк